# Dom przy ul. Sanowej 11 w Sanoku
Dom przy ul. Sanowej 11 w Sanoku – budynek położony przy ulicy Sanowej w Sanoku w pobliżu rzeki San.
Budynek, zwany „koszarami Kościuszki” został wzniesiony na planie prostokąta, posiada podcienia wsparte na słupach od strony południowej; mieściły się w nim koszary wojska austriackiego. Według jednego źródła (Ewa Śnieżyńska-Stolot, Franciszek Stolot) pochodzi z ok. 1800 roku, a według innego (rejestr zabytków NID) z drugiej połowy XIX wieku. Podczas I wojny światowej budynek był pod adresem ul. Sanowej 237 i działał w nim posterunek żandarmerii.
Budynek został wpisany do wojewódzkiego (1958) oraz do gminnego rejestru zabytków miasta Sanoka.